# David Edgar (Fußballspieler)
David Edgar (* 19. Mai 1987 in Kitchener, Ontario) ist ein kanadischer Fußballspieler, der aktuell vereinslos ist.

## Laufbahn
Edgar nahm als Neunjähriger an einem von Manchester United angebotenen Turnier teil. Dabei wusste er zu überzeugen und erhielt ein Angebot, in die Jugendabteilung des Klubs zu wechseln. Jedoch lehnte er die Offerte ab und blieb in Kanada. Erst fünf Jahre später akzeptierte er einen Wechsel ins Ausland und ging zu Newcastle United. Ab 2003 spielte er in der Reservemannschaft. Am 26. Dezember 2006 debütierte er in der Premier League im Spiel gegen Bolton Wanderers. Eine Woche später erzielte er am Neujahrstag beim 2:2-Unentschieden gegen ManUtd sein erstes Erstligator.
Als 16-Jähriger debütierte er 2003 in der U-20-Auswahl Kanadas und wurde für die U20-Weltmeisterschaft 2003 nominiert. Jedoch kam er während des Turniers nicht zum Einsatz. Beim Turnier zwei Jahre später war er wieder im Kader und spielte dieses Mal alle drei Partien, schied aber als Gruppenletzter mit der Mannschaft vorzeitig aus. Am 19. Mai 2006 erzielte er beim 2:1-Erfolg gegen die brasilianische Jugendauswahl ein Tor. Dies war der erste Sieg einer kanadischen Mannschaft gegen ein brasilianisches Team auf allen Ebenen. Bei der U20-WM 2007 in seiner kanadischen Heimat spielte er sein drittes Turnier auf dieser Ebene.
Am 6. Juni 2011 wurde er für den CONCACAF Gold Cup 2011 nachnominiert, da sich Dejan Jakovic in einem Testspiel verletzt hatte.

## Sonstiges
Edgar ist Sohn des englischen Fußballtorhüters Eddie Edgar, der ebenso bei Newcastle United unter Vertrag stand und mit Franz Beckenbauer bei New York Cosmos spielte.